# Mangroven-Naturreservat Dongzhai
| Dongzhai Port Nature Reserve | Dongzhai Port Nature Reserve          |
| ---------------------------- | ------------------------------------- |
| vereinfacht                  | 东寨港红树林 自然保护区               |
| tratitionell                 | 東寨港紅樹林 自然保護                 |
| Lateinumschrift              | Dōngzhài Gǎng Hóngshùlín Zìránbǎohùqū |

Das Mangroven-Naturreservat Dongzhai (englisch Dongzhai Port Nature Reserve, auch Hainan Dongzhai Bay National Nature Reserve, Dongzhai Harbor Mangrove oder Dongzhai Harbor Mangrove Natural Reserve Area) befindet sich im Dongzhai Harbor (Dōngzhài Gǎng), in der Gegend des Ortes Yanfeng, im Distrikt Meilan etwa 20 km östlich des Zentrums von Haikou; das Reservat liegt damit im Nordosten der chinesischen Insel Hainan.
Das Reservat hat eine Fläche von 2.500 ha (25 km²) und umfasst sechs Flüsse. Die etwa 50 km lange Küstenlinie ist aufgrund eines Erdbebens vor 400 Jahren sehr unregelmäßig (gewunden und gekrümmt) und umfasst eine ganze Reihe von Buchten und Gezeitengräben (Gezeitenrinnen).

## Merkmale
Der rote Boden stammt von verwittertem Basalt. Der salzhaltige Boden unter dem Mangrovenwald hat einen PH-Wert zwischen 3,78 und 8,17.
Die tiefere Bodenschicht bestehen aus feinem Sand und weichem Schlamm.
Die sechs Flüsse im Reservat heißen Malinggou, Yangzhouhe, Yangfenghe, Xihe, Sanjianghe und Taolanxi. Darüber hinaus münden einige Flüsse direkt ins Meer.
Während der Regenzeit tragen die starken Winde und sintflutartigen Regenfälle der heftigen Taifune große Mengen feinen Sandes und organischer Partikel in die Bucht, was zur Bildung von Sümpfen und Schlammablagerungen führt.
Das flache Wasser, der gewöhnlich (außerhalb der Taifunzeit) sanfte Wind und die ruhigen Wellen begünstigen das Wachstum von Mangrovenwäldern.
Da das Gebiet in der Monsun-Klimazone liegt, beträgt die Jahresdurchschnittstemperatur 23,8 °C mit 28,4 °C im Juli und 17,1 °C im Januar. Die jährliche Niederschlagsmenge beträgt 1.700 mm. Die Meerwassertemperaturen schwanken zwischen 32,6 °C und 14,8 °C (Durchschnittswert 24,5 °C).

## Biosphäre
Der Mangrovenwald an der Südküste der Bucht bietet Lebensraum für Vögel und andere Wildtiere und ist ein Ramsar-Gebiet. Das Naturschutzgebiet wurde in die Vorschlagsliste der UNESCO für das Weltnaturerbe aufgenommen.
Es gibt dort 36 Arten von Mangrovenpflanzen in 19 Familien. Das Reservat beherbergt außerdem rund 214 Vogelarten, 115 Weichtierarten, 160 Fischarten sowie Garnelen, Krebse und verschiedene Krustentiere. Zahlreiche Wasservogelarten, darunter viele seltene Zugvögel (unter anderem aus Australien), überwintern in diesem Reservat.
Im Winter, der besten Jahreszeit für Vogelbeobachtungen, können Zehntausende von Vögeln beobachtet werden. Aufgrund des Nahrungsangebots in den Mangroven ziehen es viele Wasservögel vor, in den Mangroven zu brüten. Außerdem sind Fische, Krabben und Muscheln in Hülle und Fülle vorhanden. Die Gezeiten variieren je nach Jahreszeit, aber bei Flut können Bootsfahrten unternommen werden, die in die Mangroven hinein- und wieder herausführen und dann zu einer nahe gelegenen kleinen Insel, die voller Ananas ist.
Im Jahr 2015 wurde das Bakterium Streptomyces mangrovi mit den Stämmen HA11110 und GY1 aus dem Boden des Mangrovenwaldes isoliert.
Im Jahr 2022 wurden dort von Ou et al. in Proben vom Mangrovensediment Gensequenzen die neuen Archaeen-Kandidatengattungen „Candidatus Methanoinsularis haikouensis“ (Stämme bzw. „MAGs“ HK01M, HK02M1 und HK01B) sowie „Candidatus Methanoporticola haikouensis“ (Stamm bzw. „MAG“ HK02M2) identifiziert. Es handelt sich um methanogene Archaeen der Klasse Nitrososphaeria (auch bekannt als „Thaumarchaeen“). Da Methan ein sehr starkes Treibhausgas ist, ist die genaue Kenntnis des Stoffwechsels methanogener Mikroben von großer Bedeutung für Klimamodelle der Erde.
Im Jahr 2023 wurde bekannt, dass man im Gebiet zwei in den 1990er Jahren entdeckte Spezies der Schlundsackschnecken-Gattung Elysia gefunden hatte, nämlich Elysia leucolegnote und Elysia tomentosa. Sie stammen aus derselben Gattung wie Elysia chlorotica, Elysia timida und die durch ihre Kleptoplastidie bekannte Grüne Samtschnecke (Elysia viridis).

## Dongzhaigang Ramsar-Gebiet
1992 wurde ein 54 km² großes Gebiet des Mangrovenwaldes (19°58′N 110°34′E) zum Ramsar-Gebiet erklärt (Schutz nach der Ramsar-Konvention).

## Nominierung als Welterbestätte
Seit 1996 ist das 25 km² gro0e Kerngebiet des Dongzhai-Reservats für die Aufnahme in die UNESCO-Welterbeliste nominiert.

## Weiterführende Literatur
- Erhui Feng, Weinuo Liang, Liang Hu, Xu Zhang: Species diversity of intertidal crabs (Decapoda: Brachyura) of Dongzhaigang National Nature Reserve, Hainan Province. In: Biodiversity Science, Band 31, Nr. 9, 20. September 2023, S. 23030; doi:10.17520/biods.2023030 (englisch).